# Fraccionamiento Manuel J. Clouthier
Fraccionamiento Manuel J. Clouthier är en ort i Mexiko.   Den ligger i kommunen La Piedad och delstaten Michoacán de Ocampo, i den centrala delen av landet, 300 km väster om huvudstaden Mexico City. Fraccionamiento Manuel J. Clouthier ligger 1 732 meter över havet och antalet invånare är 171.
Terrängen runt Fraccionamiento Manuel J. Clouthier är platt åt sydost, men åt nordväst är den kuperad. Runt Fraccionamiento Manuel J. Clouthier är det ganska tätbefolkat, med 104 invånare per kvadratkilometer. Närmaste större samhälle är La Piedad Cavadas, 7,0 km norr om Fraccionamiento Manuel J. Clouthier. Trakten runt Fraccionamiento Manuel J. Clouthier består till största delen av jordbruksmark.